# Markus och Marcellianus
Markus och Marcellianus, födda i Rom, var två tvillingbröder. I de så kallade Sebastiansakterna från 400-talet kan man läsa att bröderna var av ädel börd och att de konverterade till kristendomen. Familj och vänner lyckades utverka 30 dagars uppskov, men bröderna var trots detta ståndaktiga. De utsattes för tortyr och genomborrades slutligen av lansar. Deras reliker fördes senare från en katakomb, förmodligen Markus- och Marcellianuskatakomben, till kyrkan Santi Cosma e Damiano vid Forum Romanum.

### Webbkällor
- ”Sts. Mark and Marcellian”. Catholic Encyclopedia. New Advent. http://www.newadvent.org/cathen/09682a.htm. Läst 19 juni 2019.
- ”Santi Marco e Marcelliano, martiri di Roma”. Santi e Beati. http://www.santiebeati.it/dettaglio/58060. Läst 19 juni 2019.